# Rhagastis jordani
Rhagastis jordani is een vlinder uit de familie van de pijlstaarten (Sphingidae). De wetenschappelijke naam van de soort is voor het eerst geldig gepubliceerd in 1904 door Charles Oberthür.